# Aeroporto di Dalaman
L'Aeroporto di Dalaman (IATA: DLM, ICAO: LTBS) è un aeroporto internazionale, uno dei tre che servono il sud-ovest della Turchia, essendo gli altri due quelli di Bodrum e Antalia. Dispone di due terminal; il vecchio terminal è utilizzato per i voli domestici e quello nuovo per i voli internazionali. L'aeroporto serve le zone turistiche circostanti ed i dintorni di Dalaman. I voli sono disponibili da e verso oltre 120 destinazioni in tutto il resto della Turchia, Europa, Nord Africa e Medio Oriente.

## Costruzione
Il nuovo terminal internazionale è costato $150,000,000 ed è il terzo più grande terminal in Turchia. Esso è dotato di 12 gate, con 8 ponti di imbarco coperti. Il piazzale è stato ri-progettato aumentando lo spazio per le piazzole di sosta remote. Di conseguenza, l'aeroporto ha la capacità di gestire fino a 35 voli in qualsiasi momento. In totale, il terminale ora dispone di una superficie di 95000 m² rispetto ai meno di 45000 m² precedenti alla ristrutturazione.
Il check-in e le partenze si trovano ai due piani superiori, mentre gli arrivi sono ubicati ai primi due piani inferiori.
L'aeroporto è dotato di un parcheggio per 550 veicoli all'esterno dell'aerostazione.

## Vecchio terminal
Il vecchio terminal viene utilizzato per i voli nazionali. L'aeroporto ha collegamenti giornalieri con Ankara, ed i due aeroporti si Istanbul.

## Statistiche sul traffico
(*) Fonte: DHMI.gov.tr